# Slatinice
Slatinice település Csehországban, a Olomouci járásban. Slatinice Těšetice, Slatinky, Lutín, Luběnice és Drahanovice településekkel határos. Lakosainak száma 1586 fő (2024. január 1.).

## Népesség
A település lakosságának változását az alábbi diagram mutatja:
| Lakosok száma | 885  | 966  | 1134 | 1542 | 1431 | 1398 | 1571 | 1616 | 1555 | 1586 |
|               | 1869 | 1890 | 1921 | 1950 | 1980 | 2001 | 2017 | 2019 | 2022 | 2024 |